# Amblyornis
Amblyornis es un género de aves paseriformes de la familia Ptilonorhynchidae. Sus miembros son conocidos como pergoleros y se distribuyen en Nueva Guinea.

## Especies
Se reconocen las siguientes especies:
- Amblyornis inornata (Schlegel, 1871) – pergolero pardo;
- Amblyornis macgregoriae De Vis, 1890 – pergolero de MacGregor;
- Amblyornis subalaris Sharpe, 1884 – pergolero estriado;
- Amblyornis flavifrons Rothschild, 1905 – pergolero frentigualdo.